# Кониские
Кониские (пол. Koniski) —  украинский дворянский род.
Известны с середины XVII века. Родоначальник — Ярема (Иероним) Касьянович (? — 1682) — бурмистр Нежинского магистрата (1668-72). Род внесён во II и III части родословной книги Черниговской губернии.
- Кониский, Александр Яковлевич (1836—1900) — украинский поэт, прозаик, педагог, переводчик, журналист, общественный деятель, лексикограф, адвокат.
- Архиепископ Георгий (в миру Григорий Иосифович Конисский; 1717—1795) — архиепископ Могилёвский, Мстиславский и Оршанский, философ, общественный деятель.

## Описание герба
В красном поле опрокинутая подкова, пронзённая стрелой.
Щит увенчан дворянскими шлемом и короной. Нашлемник: павлиний хвост, пронзённый влево подобною же стрелой с подковой Намёт на щите красный подложен серебром.